# دایسوکه نیشیو
دایسوکه نیشیو (انگلیسی: Daisuke Nishio؛ زادهٔ ۱ آوریل ۱۹۵۹) پویانما، و کارگردان فیلم اهل ژاپن است.

## فیلم‌شناسی
آب نبات جادویی